# Герб Вяземского района
Герб Вяземского муниципального района Хабаровского края Российской Федерации.
Герб утверждён Решением Совета депутатов Вяземского района 30 апреля 2003 года.
Герб в Государственный геральдический регистр Российской Федерации не внесён.

## Описание герба и его символики
Герб выполнен на щите французской геральдической формы. Он является своеобразным памятником преемственности, отражает природно-климатическую особенность района, основную направленность традиций населения дальневосточного региона.
На геральдическом щите зелёного цвета в верхнем поле имеется золотая надпись «Вяземский».
Ниже располагается силуэт сопки «Синюха» лазурного цвета на серебряном фоне небес.
Под сопкой симметрично слева и справа — зелёные полосы полей. Сельское хозяйство — наиболее развитая отрасль в районе.
В центре — три цветущих лотоса на зелёном ковре листьев. Озеро с лотосом — близ села Шереметьево — главная природная достопримечательность Вяземского района. Цветущий лотос означает экологическую чистоту лесов и водоемов.
В нижнем поле располагается:
— по центру — золотая эмблема железнодорожных мастерских, которые явились началом поселения станции «Вяземская»;
— слева — золотые колосья спелой пшеницы (земледелие);
— справа — золотая ветка дуба (лесное хозяйство, деревообработка)

## История Герба
В 2003 году в Вяземском районе был проведён конкурс по созданию районного герба. Победителем конкурса был признан вяземский художник Александр Ходацкий.